# Table Grove
Table Grove és una població dels Estats Units a l'estat d'Illinois. Segons el cens del 2000 tenia 396 habitants.

## Demografia
Segons el cens del 2000, Table Grove tenia 396 habitants, 169 habitatges, i 113 famílies. La densitat de població era de 546,1 habitants/km².
Dels 169 habitatges en un 27,2% hi vivien nens de menys de 18 anys, en un 55% hi vivien parelles casades, en un 8,3% dones solteres, i en un 33,1% no eren unitats familiars. En el 28,4% dels habitatges hi vivien persones soles el 17,8% de les quals corresponia a persones de 65 anys o més que vivien soles. El nombre mitjà de persones vivint en cada habitatge era de 2,34 i el nombre mitjà de persones que vivien en cada família era de 2,88.
Per edats la població es repartia de la següent manera: un 23,5% tenia menys de 18 anys, un 6,8% entre 18 i 24, un 26,5% entre 25 i 44, un 22% de 45 a 60 i un 21,2% 65 anys o més.
L'edat mediana era de 41 anys. Per cada 100 dones de 18 o més anys hi havia 87 homes.
La renda mediana per habitatge era de 37.750 $ i la renda mediana per família de 46.071 $. Els homes tenien una renda mediana de 32.292 $ mentre que les dones 19.444 $. La renda per capita de la població era de 17.877 $. Aproximadament el 8,1% de les famílies i el 12,7% de la població estaven per davall del llindar de pobresa.

## Poblacions més properes
El següent diagrama mostra les poblacions més properes.